# Вяжлинский сельсовет
Вяжлинский сельсовет — сельское поселение в Пичаевском районе Тамбовской области Российской Федерации.
Административный центр — село Вяжли.

## История
Статус и границы сельского поселения установлены Законом Тамбовской области от 17 сентября 2004 года № 232-З «Об установлении границ и определении места нахождения представительных органов муниципальных образований в Тамбовской области».

## Население
| 2010 | 2012 | 2013 | 2014 | 2015 | 2016 | 2017 |
| ---- | ---- | ---- | ---- | ---- | ---- | ---- |
| 393  | ↘384 | ↘381 | ↘371 | ↘353 | ↘341 | ↘324 |
| 2018 | 2019 | 2020 | 2021 |      |      |      |
| ↘300 | ↘288 | ↘275 | ↘232 |      |      |      |

## Состав сельского поселения
| № | Населённый пункт | Тип населённого пункта       | Население |
| - | ---------------- | ---------------------------- | --------- |
| 1 | Вяжли            | село, административный центр | ↘164      |
| 2 | Кутли            | село                         | ↘107      |
| 3 | Фитингоф         | посёлок                      | ↗120      |

Упразднённый населённый пункт
Родимая